# Dominion (serial telewizyjny)
Dominion (serial telewizyjny) – amerykański  dramatyczny serial telewizyjny  z elementami sci-fi wyprodukowany przez Universal Cable Productions, FanFare Productions oraz Film Afrika.Pomysłodawcą serialu jest Vaun Wilmott. Serial jest kontynuacją filmu  Legion, którego scenariusz napisali Peter Schink oraz Scott Stewart. Serial jest emitowany od 19 czerwca 2014 roku przez SyFy
25 września 2014 roku, stacja SyFy zamówiła 2 sezon
14 października 2015 roku, stacja SyFy ogłosiła zakończenie produkcji serialu po 2 sezonie

## Fabuła
Akcja serialu dzieje się 25 lat po wydarzeniach w filmie  Legion. Po katastroficznej wojnie między armią aniołów i ludźmi, wszystko się zmieniło. Alex Lannen, buntowniczy żołnierz, odkrywa, że jako jedyny może uratować świat.

## Obsada
- Christopher Egan jako Alex Lannon[4]
- Tom Wisdom jako Michael[4]jeden z najlepszych wojowników archaniołów
- Roxanne McKee jako Claire Riesen[5],
- Alan Dale jako generał Edward Riesen[4], doprowadził do zwycięstwa w wojnie z Aniołami.Obecnie jest burmistrzem miasta Vega
- Anthony Head jako senator David Whele, przewodniczący senatu Vegi[5]
- Luke Allen-Gale jako William Whele[5]
- Shivani Ghai jako Arika[5], dyplomata
- Rosalind Halstead jako senator Becca Thorn
- Carl Beukes jako archanioł Gabriel[6]

## Role drugoplanowe
- Katrine De Candole jako Uriel
- Langley Kirkwood jako Jeep Hanson
- Kim Engelbrecht jako Noma Banks
- Betsy Wilke jako Bixby
- Luam Staples jako Roan
- Anton David Jeftha jako Furiad
- Jonathan Howard jako Ethan Mack
- Nicholas Bishop jako Gates, genialny żołnierz, który przyczynił się do zbudowania twierdzy Vega[7][6]
- Simon Merrless jako Julian, lider New Delphi[6]
- Christina Chong jako Zoe, członkini Vega’s Archangel Corps, która ucieka z frakcji rebeliantów[6]
- Olivia Mace jako Laurel[6]
- Luke Tyrel jako Pete[6]

## Odcinki
| Sezon | Sezon | Odcinki | Oryginalna emisja | Oryginalna emisja   | Oryginalna emisja | Oryginalna emisja | Oryginalna emisja |
| Sezon | Sezon | Odcinki | Premiera sezonu   | Finał sezonu        | Premiera sezonu   | Finał sezonu      |                   |
| ----- | ----- | ------- | ----------------- | ------------------- | ----------------- | ----------------- | ----------------- |
|       | 1     | 8       | 19 czerwca 2014   | 7 sierpnia 2014     | brak danych       | brak danych       |                   |
|       | 2     | 13      | 9 lipca 2015      | 1 października 2015 | brak danych       | brak danych       |                   |